# Duse (cràter)
Duse és un cràter d'impacte en el planeta Venus de 30,4 km de diàmetre. Porta el nom d'Eleonora Duse (1858-1924), actriu italiana, i el seu nom va ser aprovat per la Unió Astronòmica Internacional el 1994.